# 三人性行为

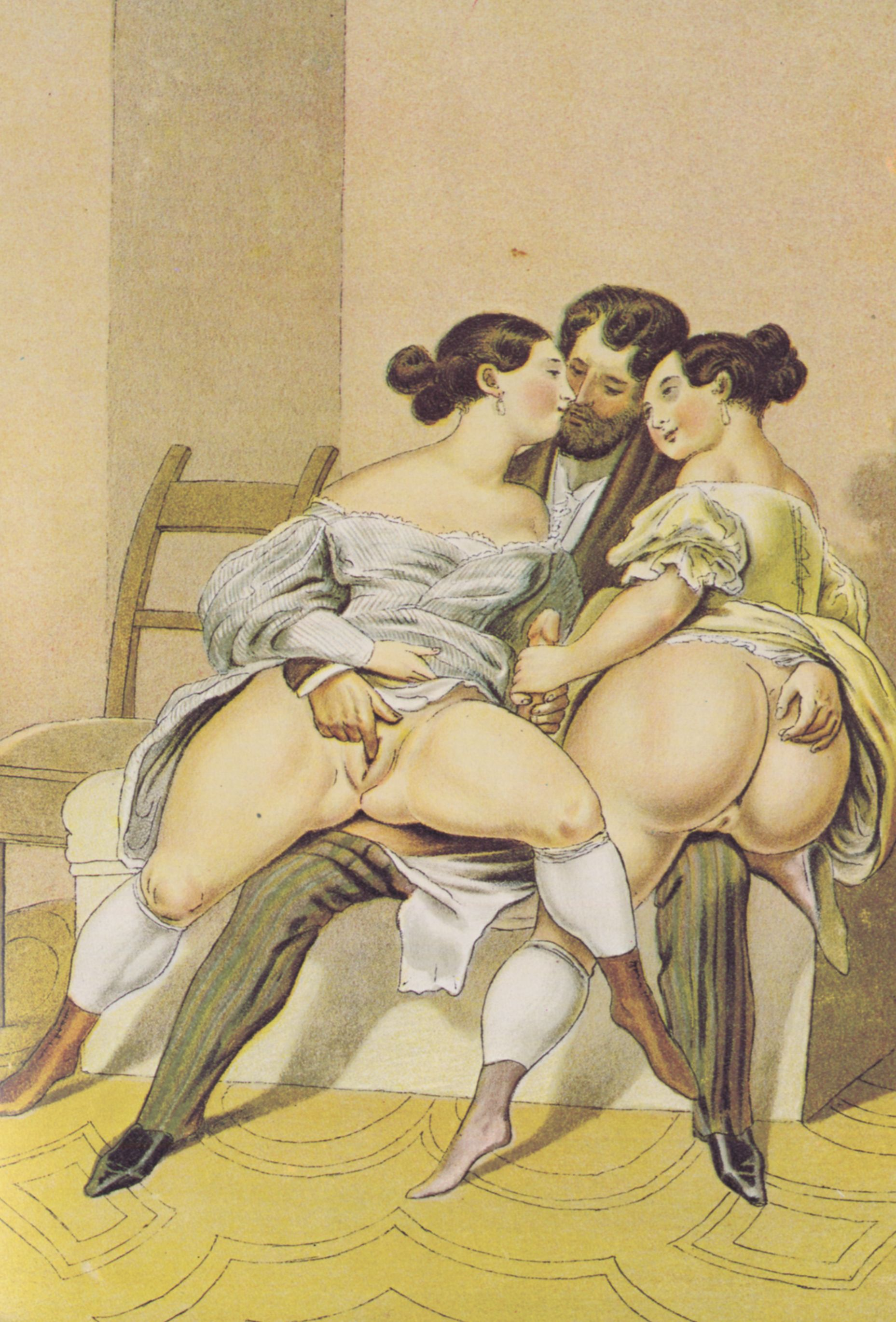
彼得·芬迪於約1910年所繪的「共友」

三人性行为是指三人之間或其中一人與其餘二人之間的性互動，屬於群交的一种，俚语又稱“3P/三劈”、“群P”、“大亂交”、“起双飛”、“對對碰”、“開火車”、“一王二后”（MFF、兩女一男）、“兩王一后”（MMF、兩男一女）。可能存在於部分多配偶制或多邊戀關係中，也常出現在性交易、一夜情、性派對或色情片中。

## 性姿勢
三人性行為可能包含以下的組合，或使用以下的性姿勢：

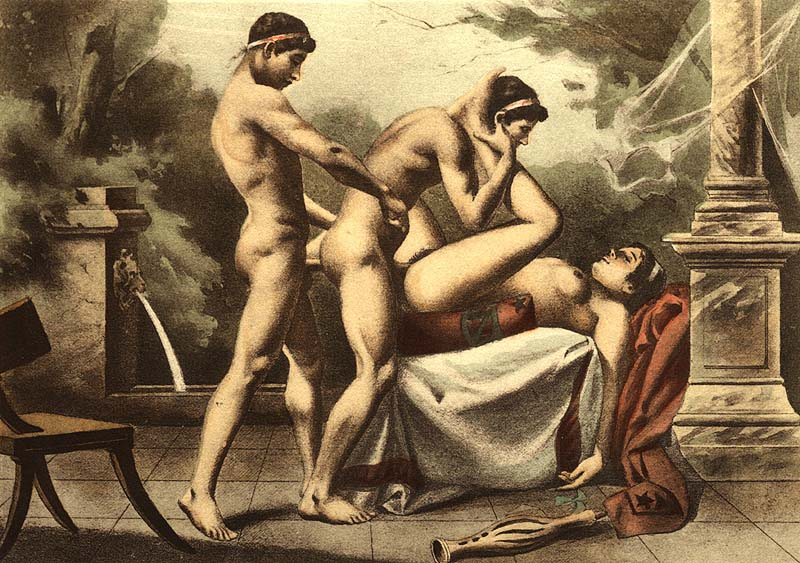
兩男一女的三人性行為。圖由曾為情色文學繪製大量插圖的愛德華-亨利·阿夫里爾所繪出一男將陰莖插入另一男的肛門，被插的男子同時將陰莖插入陰道。
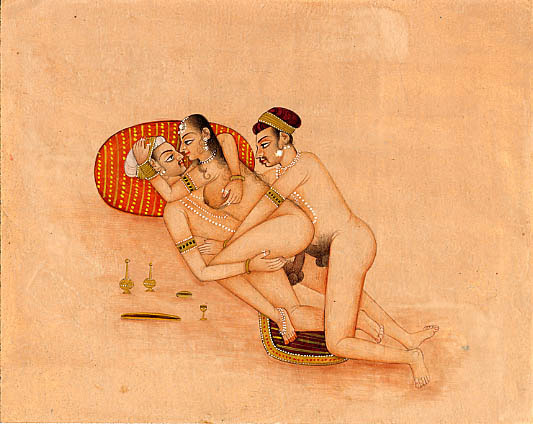
包含双龙（即兩位男性的陰莖分別插入肛門與陰道）的三人性行為，古印度《欲经》
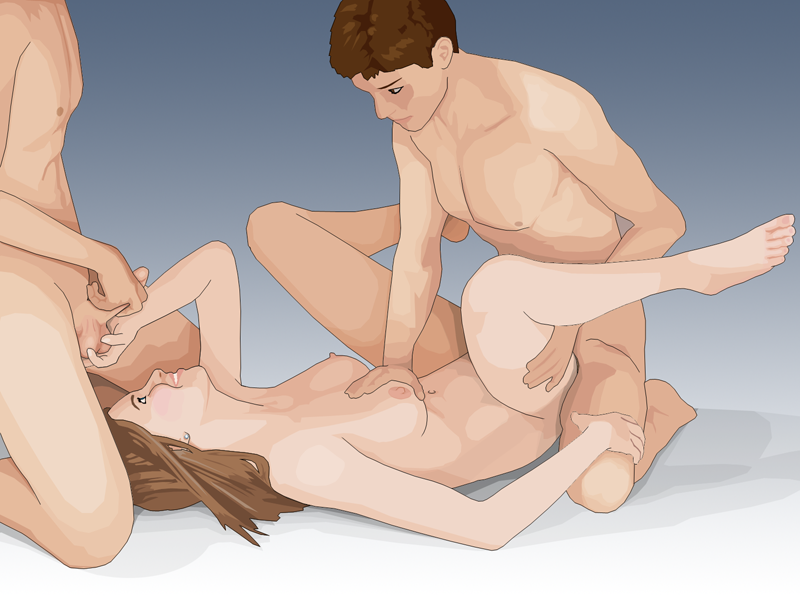
一女同時與兩男分別進行陰道交和口交。
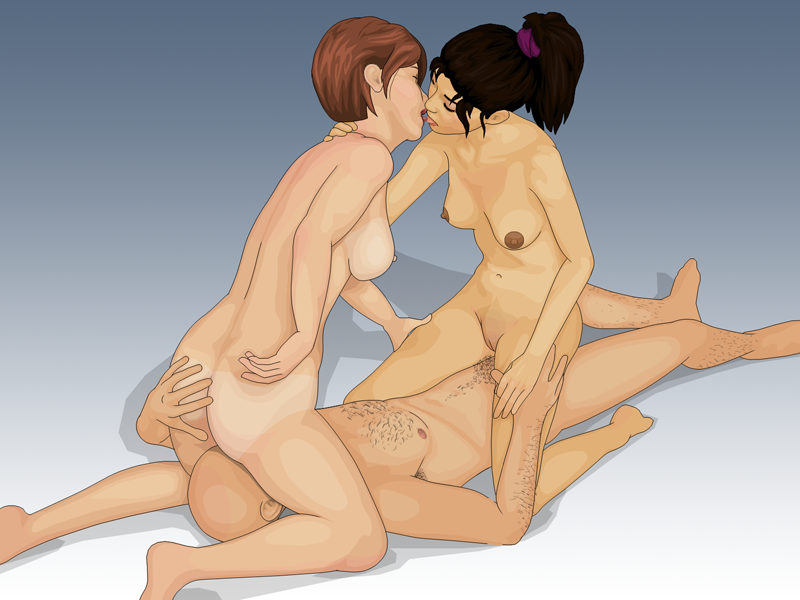
一男同時與兩女分別進行陰道交和口交。

此外還可包括三男肛交：
- 一男同時做插入方和被插方
- 雙龍入洞（兩支陰莖同時插入一肛門）

## 大眾媒體
一些電影中曾出現三人性行為的場景，包括《發條橘子》、《美國殺人魔》、《華爾街之狼》等。

## 安全疑慮
三人性行为中使用避孕套可能是不安全的，它可以傳輸包括性病艾滋病毒。與每一個性夥伴性交應使用新的避孕套。兩名男性及一名女性且不涉及男男性行為的情況下，男用避孕套是安全的。而在一個有兩個女性及一名男性且不涉及女女性行為的情況下，女用避孕套被認為是安全的。如果使用性玩具的話，各方都需要避免體液的接觸。